# Lecanocybe
Lecanocybe là một chi nấm trong họ Marasmiaceae of mushrooms. Đây là chi đơn loài, chứa một loài Lecanocybe lateralis, được tìm thấy ở Java và Hawaii.